# Bull Gamma 60
Créé en 1958 par la Compagnie des Machines Bull (France), le Gamma 60 était le premier ordinateur multitâches, et un des premiers à embarquer plusieurs processeurs (voir multiprocesseur). Il comportait aussi plusieurs unités d'entrée et de sortie : tambours magnétiques, bandes magnétiques, lecteurs de cartes, perforateurs de cartes, imprimantes, lecteurs de bande papier, perforateurs de bande papier, et un terminal.
Au total, 20 unités furent produites. Il succède au Gamma 3, de taille plus modeste, sans toutefois atteindre le succès commercial de son prédécesseur.

## Aspects logiciels
La conception révolutionnaire des traitements de l'information multitâches ne permettait pas de développer facilement des compilateurs sachant tirer parti de cette architecture. Le langage machine était donc le seul réel outil de développement.
Il fallait donc adapter le logiciel aux besoins du client, à son utilisation. Ainsi, Bull envoyait des ingénieurs chez le client pour l'aider à programmer sa machine. À cette époque, on ne connaissait pas encore les langages de programmation évolués (génération 3), de sorte que le temps de programmation pouvait sembler important par rapport aux machines traditionnelles.
Un interpréteur Algol 60 avait cependant été développé pour les applications scientifiques.